# Catedral de Torún
La catedral de Torún, la antigua iglesia de los santos Juan el Bautista y Juan el Evangelista de la ciudad polaca de Torún (Toruń en polaco, Thorn en alemán), es desde 1992 la sede de la homónima diócesis católica de Torún. El templo había sido elevado a la categoría de basílica menor en 1935.

## Descripción
Desde el siglo XIII era la parroquia principal de la ciudad medieval de Torún, siendo una de las tres iglesias construidas en el estilo denominado gótico de ladrillo o gótico báltico. Destaca por su monumental torre occidental, que aloja la tercera campana más grande de Polonia (Tuba Dei -"la trompeta de Dios"- fundida en 1500). La construcción inicial, del siglo XIII, tenía una nave pequeña, sin laterales, y un presbiterio poligonal. En la primera mitad del siglo XIV se reemplazó por un edificio mucho mayor, con varias naves, que se reedificó varias veces hasta alcanzar su forma actual a finales del siglo XV.
El interior está ricamente decorado y amueblado. Las pinturas más antiguas, en el presbiterio, datan del siglo XIV, y representan la Crucifixión y el Juicio Final. Una de las capillas laterales está vinculada a Nicolás Copérnico. Se conserva una pila bautismal del siglo XIII, donde se supone que fue bautizado, y un epitafio del siglo XVI dedicado a él.